# Pantón
Pantón és un municipi de la província de Lugo a Galícia. Pertany a la comarca de la Terra de Lemos i a la Ribeira Sacra.

## Geografia
El municipi de Pantón es troba al sud de la província de Lugo, a la zona de la Vall de Lemos, limitat pels cursos dels rius Miño, Sil (amb els seus canyons) i Cabe.
Limita al nord amb el municipi d'O Saviñao, al nord-oest amb Chantada, a l'oest amb Carballedo, al sud amb Nogueira de Ramuín (província d'Ourense) i a l'est amb Sober i Monforte de Lemos.

## Llocs d'interès
- Església de San Miguel de Eiré, antic monestir amb abundant decoració escultòrica, una de les mostres més importants d'arquitectura romànica de Galícia.
- Monestir de Santa María de Ferreira de Pantón.
- Monestir de Santo Estevo de Atán.
- Monestir de San Vicenzo de Pombeiro.
- Torre de Marce, fortificació medieval del segle ix.
- Castro de Marce.
- Torre del Rellotge de Marce, de 1950.

## Parròquies
| - Acedre (San Romao) - Atán (Santo Estevo) - Cangas (Santiago) - Castillón (Santiago) - Deade (San Vicente) - Eiré (San Xulián) - Espasantes (Santo Estevo) - Ferreira de Pantón (Santa María) - Frontón (San Xoán) - Mañente (San Mamede) - Moreda (San Romao) - Pantón (San Martiño) - Pombeiro (San Vicente) | - Ribeiras de Miño (Santo André) - San Fiz de Cangas (San Fiz) - San Vicente de Castillón (San Vicente) - Santalla de Toiriz (Santalla) - Santo Estevo do Mato (Santo Estevo) - Següín (Santo André) - Serode (San Xulián) - Siós (San Martiño) - Toiriz (Santa María) - Toldaos (San Xoán) - Tribás (San Martiño) - Vilamelle (San Cibrao) - Vilar de Ortelle (Santiago) |